# Organo elettromeccanico
Un organo elettromeccanico è uno strumento a tastiera in cui il suono è prodotto attraverso dispositivi elettromeccanici.

## Descrizione
Gli organi elettromeccanici iniziarono ad emergere negli anni trenta. L’obiettivo era quello di costruire strumenti economici che potessero sostituire l'organo a canne. Il processo è stato quello di sfruttare la tecnologia elettromeccanica che potrebbe poi essere amplificata elettricamente. Per far ciò, un dispositivo mobile (un cilindro rotante o un disco rotante) viene messo elettricamente. Successivamente, un pick-up cattura l'energia creata dal movimento del cosiddetto dispositivo mobile e trasforma questa energia in energia elettrica che può essere elaborata o amplificata. Vi sono strumenti in cui, questi pick-up catturano l'energia statica (per esempio, nel caso degli organi Electrone) e strumenti in cui, questi pick-up catturano l'energia ottica. Ma il caso che ha avuto più successo è stato l'assorbimento dell'energia elettromagnetica, un processo che è stato efficacemente utilizzato, ad esempio, negli organi Hammond.

## Galleria d'immagini

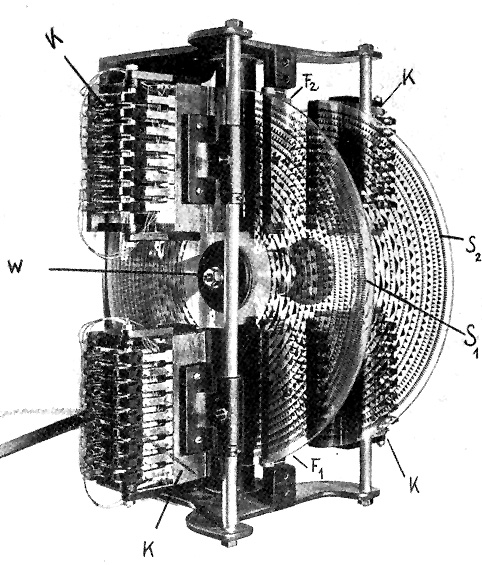
I tonewheel della Welte Lichtton Orgel
Una ruota fonica
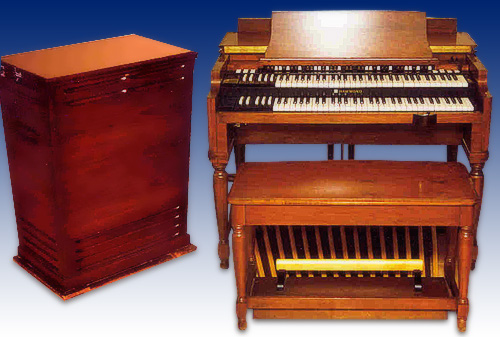
Organo Hammond B3 con Leslie 122
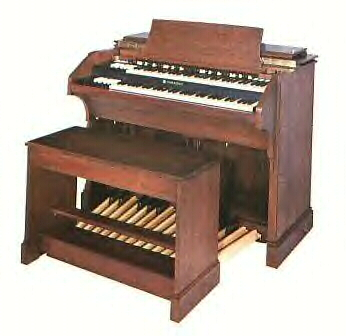
Organo Hammond C3
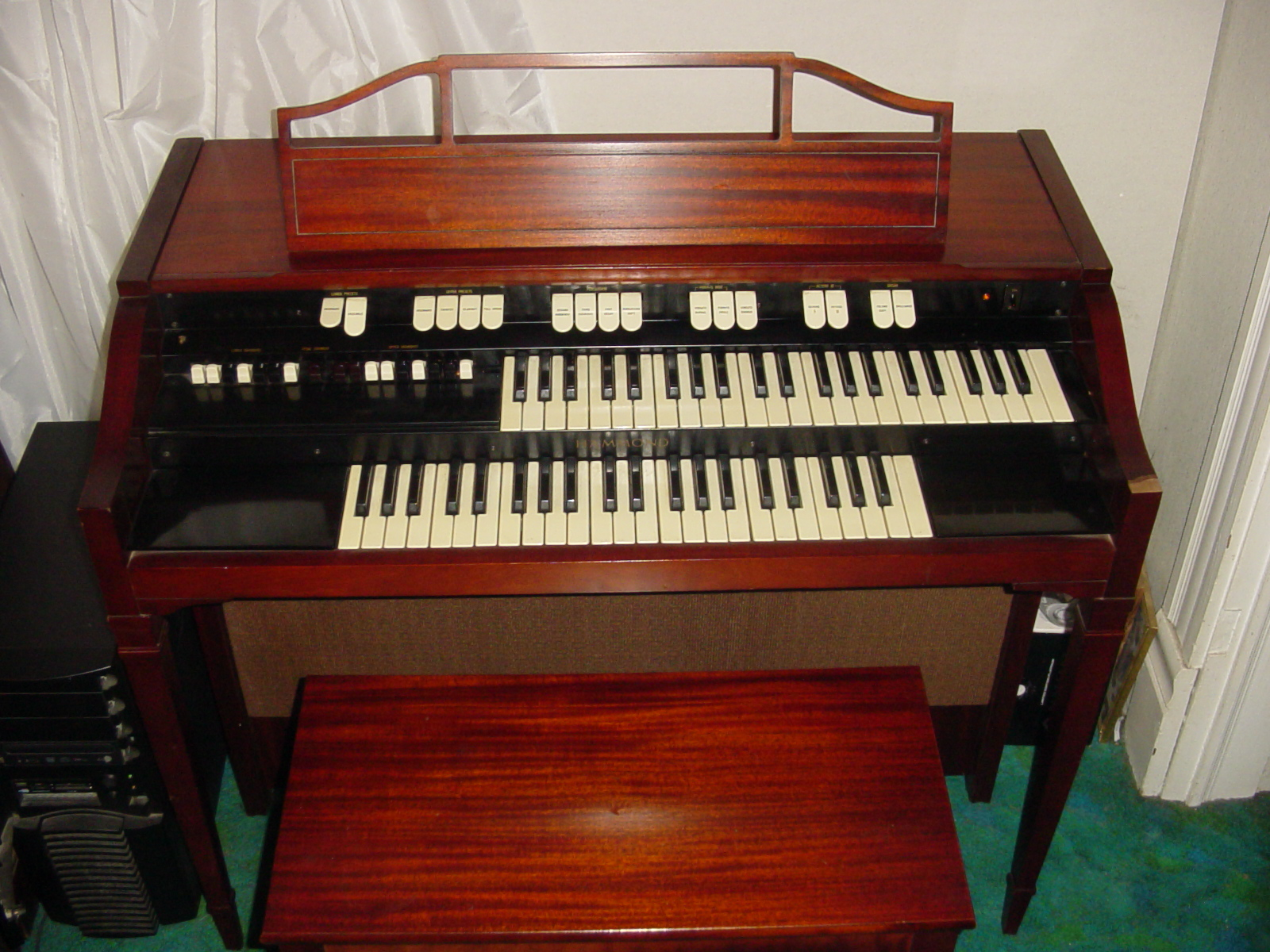
Organo-spinetta Hammond L112
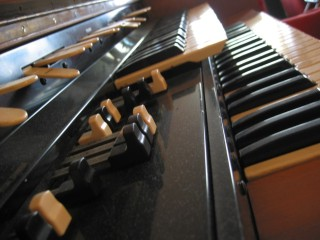
Manuali di un organo-spinetta Hammond L100

Il progetto organo elettronico è, talvolta, applicato in modo errato agli organi elettromeccanici. Anche così, molti modelli di organi elettronici sono destinati, in particolar modo, ad imitare (sia visivamente, che acusticamente) i vecchi organi elettromeccanici (ad esempio i nuovi modelli Korg CX-3 e BX-3, la serie XB di Hammond-Suzuki, la serie VK di Roland, ecc.). Questi nuovi strumenti sono soprannominati, in inglese, clonewheel organs.